# Завар
Завар (слч. Zavar) насељено је мјесто са административним статусом сеоске општине (слч. obec) у округу Трнава, у Трнавском крају, Словачка Република.

## Становништво
| Година:    | 1994. | 2004.   | 2014.    | 2024.    |
| ---------- | ----- | ------- | -------- | -------- |
| Број људи: | 1649  | 1755    | 2222     | 2563     |
| Разлика:   |       | +6,42 % | +26,60 % | +15,34 % |

| Година:    | 2023. | 2024.   |
| ---------- | ----- | ------- |
| Број људи: | 2536  | 2563    |
| Разлика:   |       | +1,06 % |

Према подацима о броју становника из 2024. године насеље је имало 2563 становника.